# Bazyli Ostrogski
Bazyli Ostrogski, właśc. serb. Stojan Jovanović (ur. 28 grudnia 1610 w Mrkonjići, zm. 12 maja 1671 w monasterze Ostrog) – serbski biskup prawosławny, jeden z najpopularniejszych serbskich świętych prawosławnych.

## Życiorys
Wychował się w pobożnej rodzinie chłopskiej. Podstawowe wykształcenie odebrał w monasterze Zavala, gdzie jego wuj, ihumen Serafin, był przełożonym wspólnoty mniszej. Następnie przeniósł się do monasteru Tvrdoš i tam złożył wieczyste śluby mnisze z imieniem Bazyli, po czym przyjął święcenia diakońskie i kapłańskie. Mnich Bazyli przeniósł się następnie na terytorium Czarnogóry i przez pewien czas przebywał w monasterze w Cetyni. Następnie powrócił do macierzystej wspólnoty i jako archimandryta został jej przełożonym. Oprócz zarządzania monasterem, wielokrotnie odbywał podróże po wsiach hercegowińskich, odprawiając nabożeństwa i głosząc kazania do zebranego ludu. Wyjeżdżał także na ziemie ruskie Rzeczypospolitej, gdzie pozyskiwał pomoc materialną dla Serbskiego Kościoła Prawosławnego pod panowaniem tureckim. Około 1638 roku odbył również pielgrzymkę na Athos.
Wracając z Athosu, Bazyli (Jovanović) zatrzymał się w rezydencji patriarchów Serbii w Peci (Ključ) i w sierpniu 1638 przyjął chirotonię na biskupa trebińskiego, z siedzibą w monasterze Tvrdoš. Wrócił do Hercegowiny, gdzie mimo represji ze strony Turków działał na rzecz odnawiania serbskich klasztorów prawosławnych. W tym okresie zaczęto przypisywać mu moc uzdrawiania. Po śmierci metropolity wschodniej Hercegowiny Paisjusza, zabitego przez Turków, z polecenia patriarchy Gabriela, biskup Bazyli objął zarząd metropolii zahumskiej, powstałej z połączenia wszystkich struktur Serbskiego Kościoła Prawosławnego w Bośni i Hercegowinie. Represje tureckie nie pozwoliły jednak duchownemu pozostać w Hercegowinie; przeniósł się on do monasteru Ostrog w Czarnogórze, który rozbudował razem z innymi mnichami. Resztę życia spędził w tymże klasztorze i tam zmarł 12 maja 1671. Jego relikwie znajdują się w monasterskiej cerkwi Wprowadzenia Matki Bożej do Świątyni.

## Kult
Bazyli Ostrogski należy do najpopularniejszych świętych Serbskiego Kościoła Prawosławnego. Cerkiew przypisuje mu szereg uzdrowień, jakie miały mieć miejsce po jego śmierci przy relikwiach w monasterze Ostrog. Według tradycji na miejscu śmierci Bazylego wytrysnęło cudowne źródło, obok którego wyrósł widoczny do czasów obecnych (2011) krzew winorośli. Wśród pielgrzymów przybywających do monasteru Ostrog są nie tylko wyznawcy prawosławia, ale i muzułmanie.
Jego wspomnienie liturgiczne obchodzone jest 29 kwietnia/12 maja, tj. 12 maja według kalendarza gregoriańskiego.